# Zubaidah bint Ja`far
Zubaidah bint Ja`far, död 10 juli 831, var en abbasidisk prinsessa, gift med sin kusin kalif Harun al-Rashid (regerande 786-809). Hon är känd för det system av brunnar, vattenhål och konstgjorda dammar som försåg de resande längs pilgrimsvägen till Mecka och Medina med vatten, och som gick under namnet Darb Zubaida. Hon och hennes makes liv utgör grunden för sagan Tusen och en natt. 
Zubaidah var dotter till prins Ja'far och Salsal och syster till prins Harun: hon var systerdotter till Khayzuran, som blev hennes svärmor när hon år 782 gifte sig med sin kusin, kalif Harun al-Rashid. 
Zubaidah var mycket religiös och ska ha anställt etthundra kvinnor som citerade koranen, något som fick hennes palats att låta som en bikupa. Hon fick idén att konstruera Darb Zubaida när hon under sin femte pilgrimsfärd till Mecka såg hur svårt det var för pilgrimerna att förse sig med dricksvatten under resan och genomdrev projektet trots svårigheter. 
Hon var mor till kalif Al-Amin, som efterträdde sin far 809, och styvmor till kalif Al-Ma'mun, som avsatte hennes son och efterträdde honom 813.  